# Joan Obradors i Camprubí
Joan Obradors i Camprubí (? - 1810) fou un organista de finals del segle xviii i principis del XIX. Fill d'un sastre de Moià, rebé el nomenament d'organista de Santa Maria de Mataró el 23 d'agost de 1798, i el 29 d'agost s'escripturà la seva admissió com a resident de la parroquial. Allà tingué cura de l'organistia fins al seu traspàs l'any 1810.